# Állkapocs nélküliek

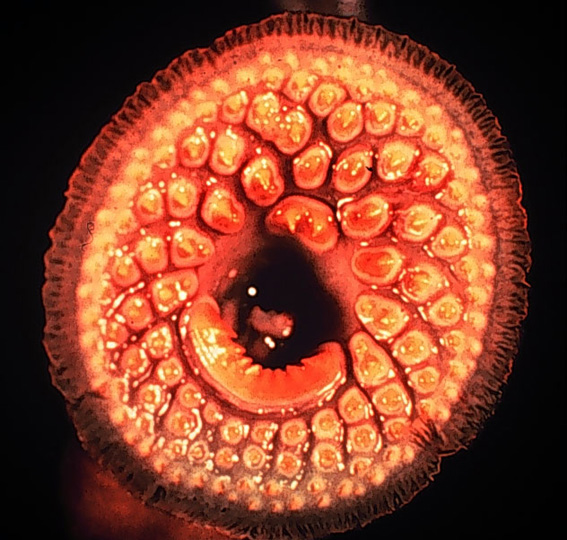
A tengeri ingola (Petromyzon marinus) szájszerve

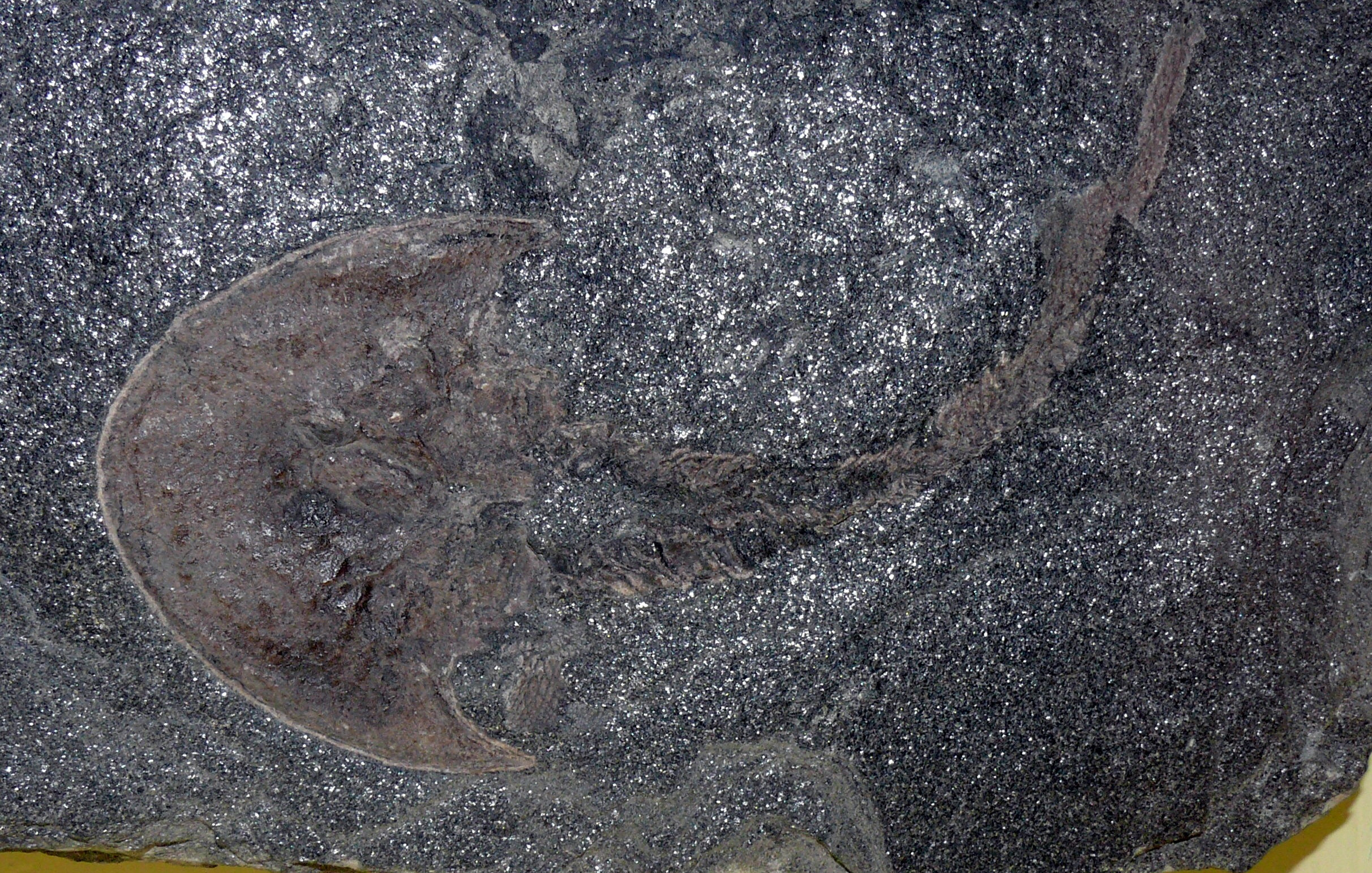
Hemicyclaspis fosszília

Az állkapocs nélküliek vagy állkapocs nélküli halak (Agnatha) a gerinchúros élőlények egy parafiletikus csoportja. Korábban a halak egy főosztályának tartották, mára azonban bebizonyosodott, hogy nem tekinthetők egy rendszertani csoportnak. Osztályként ide sorolták a szintén parafiletikus körszájúak (Cyclostomata) és cserepesbőrűek (Ostracodermata) csoportjait is. Mára az ezeket alkotó élőlényeket is több osztályba sorolják. Ma élő fajaik a korábban a körszájúakhoz sorolt nyálkahalak (Myxini) és az ingolák (Petromyzonida) közé tartoznak.

## Leírás
A csoportba a tartoznak az állkapcsos gerincesek (Gnathostomata) ősei. Életük során végig megmarad a gerinchúr. Az elülső kopoltyúívekből nem alakul ki az állkapocs, így arckoponyáról nem beszélhetünk. A kopoltyúívek az agykoponyával összenőttek és kívülről támasztják a kopoltyúkat. Nyakszirti (occipitális) régió nem alakul ki. Mindezek alapján az állkapocs nélkülieket „tökéletlen koponyásoknak” (Hemicraniota) is nevezik.
A ma élő körszájú képviselőik váza porcos. A kihalt fajok között viszont egyesek csontos vázelemekkel is rendelkeztek, innen a „cserepesbőrűek” (Ostracodermata) elnevezés. A legkorábbi maradványokban dentin, csont- és porcszövet egyaránt található, így a gerincesek között a teljes porcos vázat inkább apomorfiának lehet tekinteni. Viszonylag kevés élő fajuk ismeretes (kb. 80), az ordovícium és alsó devon közötti időszakban a fajgazdagságuk sokkal nagyobb volt.
Az állkapocs nélkülieket az orrnyílások száma alapján szokták páratlan orrnyílású Monorhina és páros orrnyílású Diplorhina csoportokra osztani. A ma élő fajok páratlan orrnyílásúak. Az orrüreg végződhet vakon vagy a garat felé nyitottan. A kopoltyúnyílásaik száma 5-15 között van. A ma élő fajok bőre csupasz, a kihaltak közül többet pikkelyek borítottak. A fosszilis (megkövesedett) formáknál fejlett páros úszók is előfordulnak, a maiaknál csak páratlan úszók figyelhetők meg. Az ősi állkapocs nélküliek feltehetőleg a tápanyagban gazdag folyótorkolatokban alakultak ki, a ma élő tengeri fajok közül sok az anadrom.

## Korábbi rendszerezés
A régebbi rendszertanok az állkapocs nélküliek főosztályába két osztályt soroltak. A két osztályba sorolt alosztályok a korszerű rendszertanokban önálló osztályokat képeznek. Az egykori rendszerezés szerinti osztályok és alosztályok:
- Körszájúak (Cyclostomata)
  - Nyálkahalak (Myxini)
  - Ingolák (Petromyzontida)
- Cserepesbőrűek (Ostracodermata)
  - †Pteraspida
  - †Thelodonti
  - †Anaspida
  - †Galeaspida
  - †Pituriaspida
  - †Osteostraci

Régebben nem osztályozták a sokáig csak fogszerű képleteik fosszíliáiból ismert Conodonta csoportot, valamint az ősi Myllokunmingiida csoportot sem, melyet jóval később írtak le (Shu, 2003), minthogy azt a korábbi rendszertanok osztályozhatták volna. Jelenleg mindkét csoportot a gerinchúrosok osztályaként tartják számon.